# از لارامی به لندن
از لارامی به لندن (انگلیسی: From Laramie to London) یک فیلم است که در سال ۱۹۱۷ منتشر شد. از بازیگران آن می‌توان به هارولد لوید، چارلز استیونسون، مارگارت جاسلین و دوروثیا والبرت اشاره کرد.